# Riho Sayashi
Riho Sayashi (鞘師里保, Sayashi Riho, née le 28 mai 1998 au Japon) est une danseuse et actrice japonaise, membre du groupe Morning Musume et du Hello! Project de 2011 à 2015.

## Biographie
Riho Sayashi commence jeune sa carrière musicale à l'école artistique Actor’s School Hiroshima (アクターズスクール広島) dans sa ville natale, à Hiroshima (école où ont également étudié les membres du populaire groupe Perfume).
Riho Sayashi se présente en 2010 à l'audition destinée à choisir de nouvelles chanteuses pour faire partie du groupe phare du H!P Morning Musume, et est sélectionnée en décembre 2010 parmi les cinq finalistes participant à un ultime stage d'entrainement en vue de la sélection finale. Le 2 janvier 2011, lors d'un concert du Hello! Project, elle est officiellement présentée au public comme nouvelle membre du groupe, à 12 ans, aux côtés de deux autres participantes du stage, Erina Ikuta et Kanon Suzuki, et de l'ex-Hello Pro Egg et ex-Shugo Chara Egg! Mizuki Fukumura, formant donc avec elles la "neuvième génération" du groupe. En avril 2011, elle commence à animer en parallèle sa propre émission sur la radio FM-FUJI, Riho-Deli, qui remplace l'émission Mano-Deli de sa collègue du H!P Erina Mano. 
Le 29 octobre 2015, Riho Sayashi annonce qu'elle quitera Morning Musume le 31 décembre suivant, à 17 ans, après cinq ans de présence, cessant alors pour un temps ses activités artistiques pour se consacrer à ses études. Elle quitte le groupe à la date prévue, mais devient alors soliste du Hello! Project, bénéficiant de sa page personnelle sur le site officiel.
Elle quitte Up-Front et donc le Hello! Project fin novembre 2018, à la fin de son contrat.
En 2019, elle devient danseuse en support du groupe Babymetal sans intégrer officiellement le groupe, dans le cadre du projet Three Avengers visant à compenser le départ de Yui Mizuno quelques mois plus tôt.

## Groupes
Au sein du Hello! Project
- Morning Musume (2011–2015)
- Peaberry (2012-2013)
- Ganbarō Nippon Ai wa Katsu Singers (2011)
- Reborn Eleven (2011)
- Hello! Project Mobekimasu (2011)

En dehors du Hello! Project
- Babymetal (depuis 2019)

## Discographie

### Avec Morning Musume
Singles
- 6 avril 2011 : Maji Desu ka Suka!
- 18 mai 2011 : Only You
- 14 septembre 2011 : Kono Chikyū no Heiwa wo Honki de Negatterun da yo!
- 25 janvier 2012 : Pyoco Pyoco Ultra
- 11 avril 2012 : Renai Hunter
- 4 juillet 2012 : One, Two, Three / The Matenrō Show
- 10 octobre 2012 : Wakuteka Take a chance
- 23 janvier 2013 : Help me !!
- 17 avril 2013 : Brainstorming / Kimi Sae Ireba Nani mo Iranai
- 28 août 2013 : Wagamama Ki no Mama Ai no Joke / Ai no Gundan
- 29 janvier 2014 : Egao no Kimi wa Taiyou sa / Kimi no Kawari wa Iyashinai / What is Love?
- 16 avril 2014 : Toki o Koe Sora o Koe / Password is 0
- 15 octobre 2014 : Tiki Bun / Shabadabadō / Mikaeri Bijin
- 15 avril 2015 : Seishun Kozō ga Naiteiru / Yūgure wa Ameagari / Ima Koko Kara
- 19 août 2015 : Oh My Wish! / Sukatto My Heart / Ima Sugu Tobikomu Yūki
- 29 décembre 2015 : Tsumetai Kaze to Kataomoi / Endless Sky / One and Only

Albums
- 12 octobre 2011 : 12, Smart
- 12 septembre 2012 : 13 Colorful Character
- 29 octobre 2014 : 14 Shō ~The Message~

Compilation
- 25 septembre 2013 : The Best! ~Updated Morning Musume。~

Mini-album
- 15 juillet 2015 : Engeki Joshi-bu Musical "Triangle" Original Soundtrack

### Autres participations
Singles
- 22 juin 2011 : Ai wa Katsu (avec Ganbarō Nippon Ai wa Katsu Singers)
- 10 août 2011 : Reborn ~Inochi no Audition~ (avec Reborn Eleven, en distribution limitée)
- 16 novembre 2011 : Busu ni Naranai Tetsugaku (avec Hello! Project Mobekimasu)
- 7 novembre 2012 : Cabbage Hakusho / Forest Time (キャベツ白書 / フォレストタイム) (avec Peaberry / Harvest)
- 27 février 2013 : Cabbage Hakusho ~Haru~ (avec Peaberry)

## Filmographie
Film
- 2011 : Sharehouse (シェアハウス)

Drama
- 2012 : Suugaku♥Joushi Gakuen (数学♥女子学園)

Internet
- 2011 : UstreaMusume
- 2011 : Michishige Sayumi no "Mobekimasutte Nani??" (道重さゆみの『モベキマスってなに？？』)

## Divers
Programmes TV
- 2011 : Bijo Gaku (美女学)
- 2011–2012 : HELLOPRO! TIME (ハロプロ！ＴＩＭＥ)

DVD
- 31 août 2011 : Sayashi Riho~Greeting~ (さやし りほ～Greeting～)
- 9 mars 2012 : RIHO
- 26 septembre 2012 : HyaaHo~i♪( ´θ｀)ノ (ひゃっっほ〜い♪( ´θ｀)ノ)
- 12 mars 2014 : Riho's Fashion Archive
- 8 avril 2015 : Sixteen

Comédies musicales et théâtres
- 2010 : Fashionable (ファッショナブル)
- 8-17 octobre 2011 : Reborn~Inochi no Audition~ (リボーン～命のオーディション～) (William Shakespeare)
- 2012 : Stacy's Shoujo Saisatsu Kageki (ステーシーズ 少女再殺歌劇)
- 12-23 juin 2013 : Gogaku Yuu (avec (Mizuki Fukumura, Haruna Iikubo, Ayumi Ishida, Haruka Kudō)
- 5-21 juin 2014 : Lilium ~Shojo Junketsu Kageki~

Radio
- 2011- : RIHO-DELI
- 2012– : Morning Musume no Morning Jogakuin ~Houkago Meeting~ (モーニング娘。のモーニング女学院～放課後ミーティング～)

Photobooks
- 27 août 2011 : Sayashi Riho (さやしりほ)
- 27 août 2012 : Un Deux Trois (アンドゥトゥア)
- 10 septembre 2012 : Morning Musume｡ 9・10ki 1st official Photo Book (モーニング娘。9・10期 1st official Photo Book) (avec Mizuki Fukumura, Erina Ikuta, Kanon Suzuki, Haruna Iikubo, Ayumi Ishida, Masaki Satō, Haruka Kudō)
- 16 décembre 2012 : Alo Hello! 9-ki Shashinshuu 2012 (avec Mizuki Fukumura, Erina Ikuta, Kanon Suzuki)
- 25 novembre 2013 : Taiyou
- 25 mars 2015 : Ju roku-sai

## Liens
- (ja) Page officielle